# Śledzie (Dźwierzuty)
Śledzie (deutsch Heering) ist ein kleiner Ort in der polnischen Woiwodschaft Ermland-Masuren und gehört zur Gmina Dźwierzuty (Landgemeinde Mensguth) im Powiat Szczycieński (Kreis Ortelsburg).

## Geographische Lage
Śledzie liegt am Nordufer des Großen Babant-Sees (polnisch Jezioro Babięty Wielkie) in der südlichen Mitte der Woiwodschaft Ermland-Masuren, 21 Kilometer nördlich der Kreisstadt Szczytno (deutsch Ortelsburg).

## Geschichte
Der kleine um 1785 Häring genannte Ort bestand in seinem Kern aus nur zwei kleinen Höfen. 1874 wurde er in den neu errichteten Amtsbezirk Salleschen (polnisch Zalesie) im ostpreußischen Kreis Ortelsburg eingegliedert. Um 1900 wurde Heering ein Wohnplatz in der Landgemeinde Rheinswein (polnisch Rańsk), die sich 1928 mit dem Gutsbezirk Rheinswein zur neuen Landgemeinde Rheinswein zusammenschloss.
1945 wurde Heering in Kriegsfolge mit dem gesamten südlichen Ostpreußen an Polen überstellt und erhielt die polnische Namensform „Śledzie“. Heute ist es eine Kolonie (polnisch Kolonia) innerhalb der Landgemeinde Dźwierzuty (Mensguth) im Powiat Szczycieński (Kreis Ortelsburg), bis 1998 der Woiwodschaft Olsztyn, seither der Woiwodschaft Ermland-Masuren zugeordnet.

## Kirche
Bis 1945 war Heering in die evangelische Kirche Rheinswein in der Kirchenprovinz Ostpreußen der Kirche der Altpreußischen Union sowie in die katholische Kirche Mensguth im damaligen Bistum Ermland eingepfarrt. Heute gehört Śledzie zur katholischen Kirche in Rybno (Ribben) im jetzigen Erzbistum Ermland, und außerdem zur evangelischen Kirche in Rańsk, jetzt eine Filialkirche der Pfarrei Szczytno in der Diözese Masuren der Evangelisch-Augsburgischen Kirche in Polen.

## Verkehr
Śledzie liegt verkehrsgünstig an der Woiwodschaftsstraße 600, die die Region Mrągowo (Sensburg) mit der Region Szczytno (Ortelsburg) verbindet. Außerdem führen Zuwegungen von den Nachbarorten Grądy (Gronden) und Babięty (Rowmühle, 1938 bis 1945 Babantmühle) nach hier. Eine Anbindung an den Bahnverkehr besteht nicht.